# 刺巻湿原

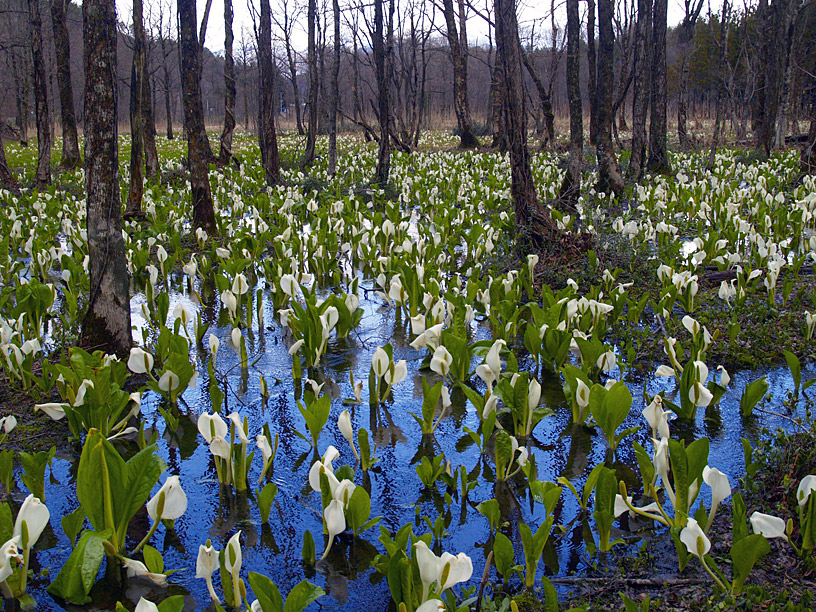
刺巻湿原のミズバショウ群生地

刺巻湿原（さしまきしつげん）は、秋田県仙北市田沢湖刺巻にある湿原である。環境省の生物多様性保全上重要な里地里山に選定されている。

## 概要
田沢湖線刺巻駅から徒歩15分の場所にある湿原であり、3 haのハンノキ林に6万株のミズバショウが自生している。また、湿原の木道沿いにはザゼンソウも自生している。湿地帯一面に花が咲くことや、道路や駅に近い山間部に群落とハンノキ林があることが学術上貴重である。
ミズバショウの開花に合わせて毎年「刺巻水ばしょう祭り」が開催され、郷土料理や特産品の販売などが行われている。